# Henryk Max
Henryk Max (ur. 1838, zm. 7 listopada 1910 we Lwowie) – adwokat w Jaworowie, Tarnopolu i Lwowie, prezydent Izby Adwokatów we Lwowie, poseł IV, V na Sejm Krajowy we Lwowie(1877-89), odznaczony Orderem Żelaznej Korony.

## Życiorys
Studiował prawo we Lwowie. Podczas powstania styczniowego przerwał studia i wziął udział w walkach m.in. 2 lipca 1863 w bitwie pod Radziwiłowem. Po upadku powstania dokończył studia.  Członek Rady miejskiej w Tarnopolu, dyrektor kasy Oszczędności, wicemarszałek powiatu tarnopolskiego.  W 1886 roku przeniósł się do Lwowa i objął kancelarię zmarłego Karola Male'go  przy ul. Kopernika. Członek i od 1902 roku do śmierci prezes Izby adwokackiej we Lwowie. Wiceprezes i  prezes Towarzystwa dla Rozwoju i upiększenia Lwowa. Zmarł we Lwowie i został pochowany na Cmentarzu Łyczakowskim w grobie rodzinnym.
Miał syna Kazimierza.

### Upamiętnienie
Po jego śmierci lwowski Wydział Izby uchwalił utworzyć fundusz jego imienia wspierający wdowy i sieroty po zmarłych adwokatach. Odsetki z Fundacji rozdano we wrześniu 1912 i 1913 roku.